# Svatá Marta
Svatá Marta, Marta z Betánie je sestrou Lazara a Marie, všichni jsou zmiňováni v Bibli. Žili v vesnici Betánie nedaleko Jeruzaléma a přátelili se s Ježíšem, který je navštěvoval. Marta je několikrát zmiňována v evangeliích. Dle Římského martyrologia připadá památka svaté Marty na 29. červenec.

## Marta v evangeliích

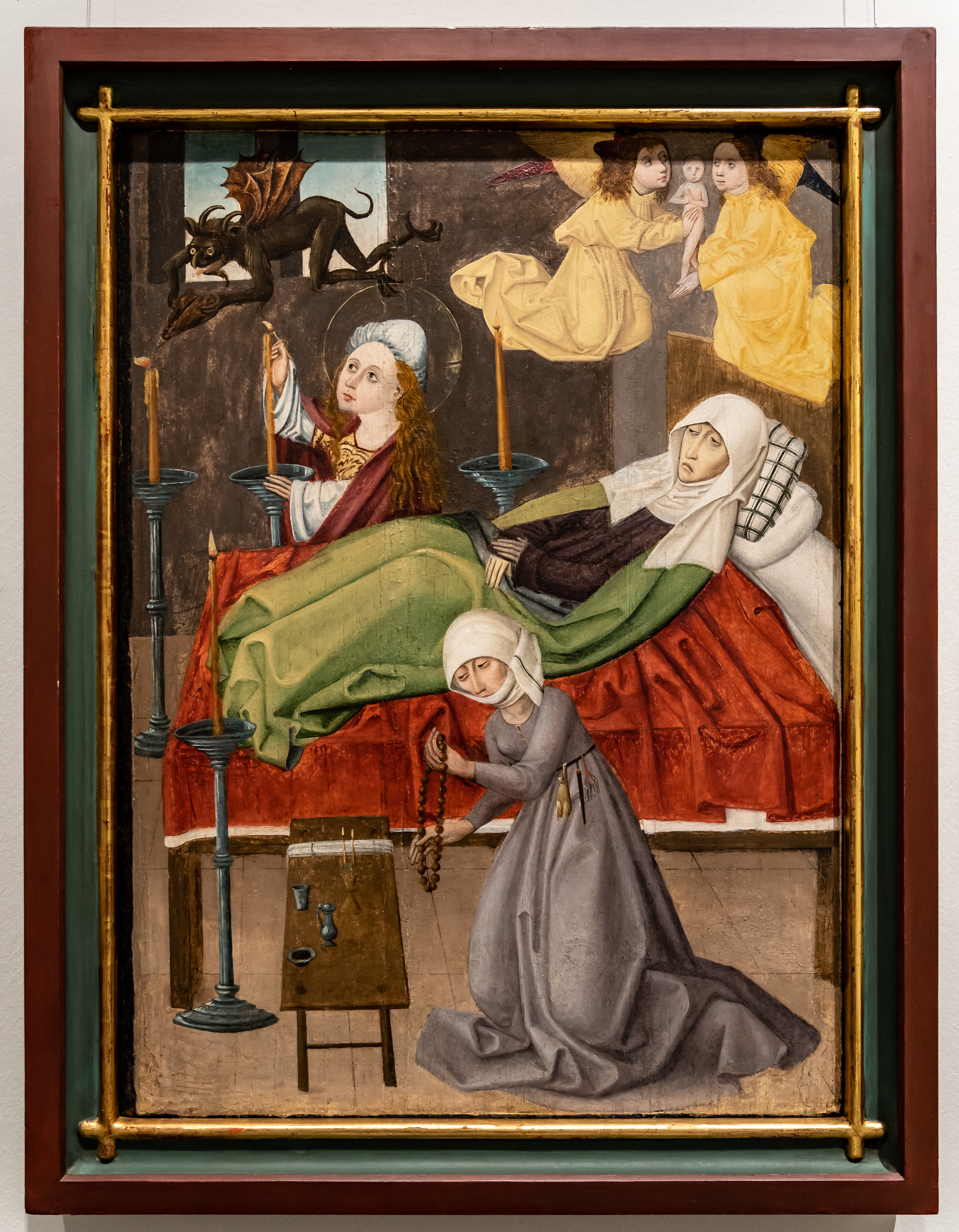
Smrt svaté Marty v Betánii, gotická oltářní deska, kolem 1490, Diecézní muzeum Rottenburg

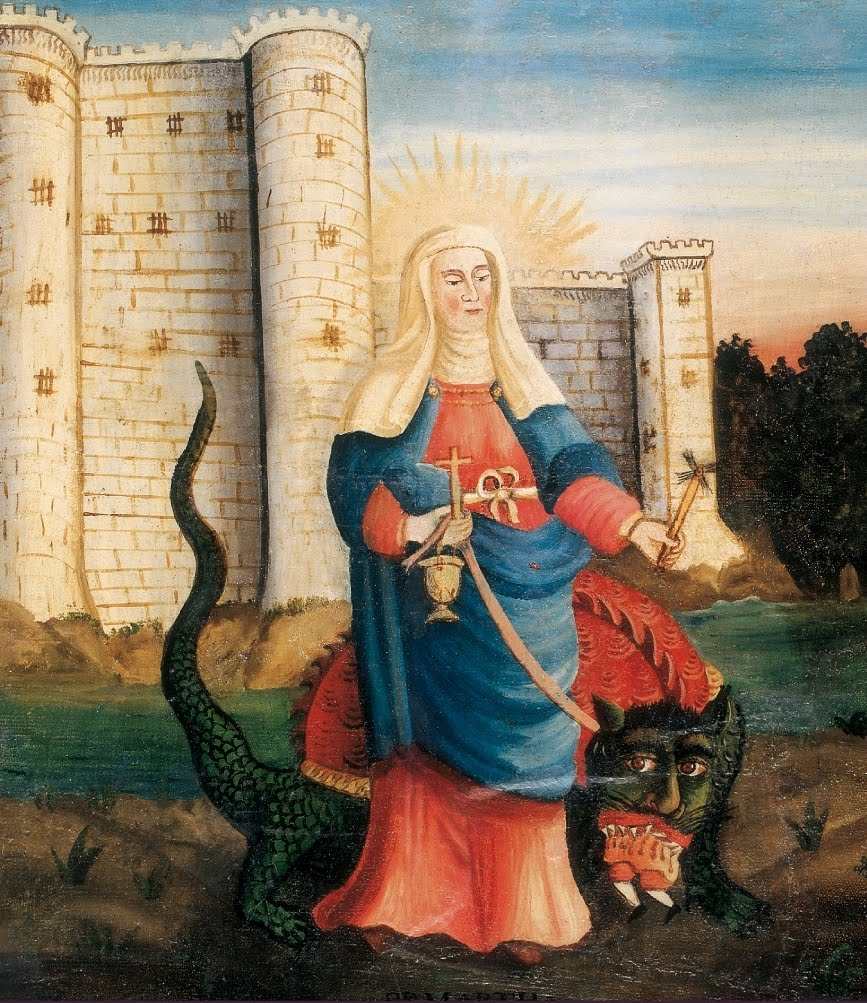
Svatá Marta vede zkroceného draka, lidová malba, 18. století

Během Ježíšovy návštěvy v Betánii se Marie posadila u jeho nohou a naslouchala jeho slovům, zatímco Marta měla plné ruce práce s přípravou pohoštění pro hosty. Proto šla za Ježíšem a žádala ho, ať řekne Marii, aby jí šla pomoci. Ježíš jí ale nevyhověl, odpověděl: „Marto, Marto, děláš si starosti a trápíš se pro mnoho věcí. Jen jednoho je třeba. Marie volila dobře. Vybrala si to, oč nepřijde." (Lk 10, 41-42).
Podruhé se o Martě píše v souvislosti se vzkříšením Lazara, kdy vyznává svou víru v Ježíše Krista. Když Lazar onemocněl, poslali o tom Ježíšovi zprávu, ale ten dorazil do Betánie až čtyři dny po jeho pohřbu. Sestry se o Ježíšově příchodu dozvěděly, když byl ještě před vesnicí, Marie, zdrcená žalem, zůstala doma, avšak Marta mu běžela naproti:
Marta řekla Ježíšovi: „Pane, kdybys byl zde, nebyl by můj bratr umřel. Ale i tak vím, že začkoli požádáš Boha, Bůh ti dá."
Ježíš jí řekl: „Tvůj bratr vstane."
Řekla mu Marta: „Vím, že vstane při vzkříšení v poslední den."
Ježíš jí řekl: „Já jsem vzkříšení i život. Kdo věří ve mne, i kdyby umřel, bude žít. A každý, kdo žije a věří ve mne, neumře navěky. Věříš tomu?"
Řekla mu: „Ano, Pane. Já jsem uvěřila, že ty jsi Mesiáš, Syn Boží, který má přijít na svět." (Jan 11, 21-27)
O několik veršů dál pak praktická Marta upozorňuje Ježíše, když chce nechat otevřít Lazarův hrob, že čtyři dny pohřbený Lazar už nejspíš dosti zapáchá.
Šest dní před Velikonocemi byl Ježíš v Betánii naposledy, připravili mu večeři a Marta při ní obsluhovala.

## Marta v legendách
Po Ježíšově nanebevstoupení Marta s Marií, Lazarem i jinými učedníky Kristovými byli od Židů polapeni a dáni na loď bez vesel, aby na moři zahynuli. Řízením Božím však všichni připluli do Provensálska, kde Marta nedaleko Marseilles založila klášter, ve kterém žila 30 let až do své smrti. Podle tradice byla pohřbena v Tarasconu, nad jejím hrobem byl postaven kostel, který je jí zasvěcen.
Toto město měla Marta osvobodit od zlého draka. Drak nazývaný tarasque je popisován jako příšera se šesti nohama, podobnýma medvědím, tělem jako býk s želvím krunýřem na zádech a s šupinatým ocasem zakončeným jedovým bodcem jako u škorpióna. Hlavu měl lví a uši koňské. Králi Tarasconu s celým jeho vojskem se nepodařilo draka zabít. Marta ho ale zkrotila modlitbou a přivedla ho do města. Obyvatelé byli z draka tak vyděšení, že ho v noci napadli a zvíře, které se vůbec nebránilo, zabili. Marta pak přednesla kázání, po kterém se mnoho lidí obrátilo na křesťanství a litovalo, že draka zabili. Na jeho památku přejmenovali město na Tarascon.
Každý rok v červnu se slaví památka této události průvodem s maketou draka. Slavnost je zařazena na seznam nehmotného dědictví UNESCO. Ve Španělsku se figura draka nazývaná tarasca nosí spolu s jinými figurami v průvodech na Boží tělo.